# Horní Věstonice
Horní Věstonice är en ort i Tjeckien.   Den ligger i regionen Södra Mähren, i den sydöstra delen av landet, 210 km sydost om huvudstaden Prag. Horní Věstonice ligger 204 meter över havet och antalet invånare är 442. Den ligger vid sjön Vodní Nádrž Nové Mlýny.
Terrängen runt Horní Věstonice är platt norrut, men söderut är den kuperad.Runt Horní Věstonice är det ganska tätbefolkat, med 72 invånare per kvadratkilometer. Närmaste större samhälle är Mikulov, 7,7 km söder om Horní Věstonice. Trakten runt Horní Věstonice består till största delen av jordbruksmark.